# Obřízka
Mužská obřízka (cirkumcize) se řadí mezi malé chirurgické zákroky. Je to zákrok, při kterém je odstraněna předkožka – kožní řasa, která překrývá žalud penisu. Rozlišuje se obřízka částečná a úplná. Na celém světě je obřezána asi čtvrtina všech mužů, tento podíl se však v jednotlivých zemích velmi liší. V USA bylo například v roce 2009 obřezáno asi 75 % dospělých mužů (procento každoročně klesá – vlivem přistěhovalců z latinoamerických křesťanských zemí), zatímco ve Spojeném království se toto číslo pohybuje kolem 12 %. Obřízka je zcela běžná v afrických zemích a z náboženských důvodů u židovských chlapců, kde je symbolickou smlouvou člověka s Bohem. Bůh uložil Abrahámovi, aby se na znamení smlouvy obřezal. Od té doby je tak činěno židovským chlapcům osmý den po narození (zákrok se nazývá brit mila). Obřízku podstupují také muslimští chlapci, avšak v pozdějším věku 8–12 let, zpravidla před pubertou. Obřízka dětí představuje nejvhodnější formu k provedení tohoto zákroku.

## Historie
Slovo obřízka pochází z latinského circumcidere, což znamená „řezat kolem“.  Obřízka je nejstarší známý chirurgický zákrok. Zobrazení obřezaných penisů se nachází v paleolitickém umění, které předcházelo nejčasnějším známkám trepanace.
Spekulovalo se o tom,[kdo?] že obřízka vznikla jako náhražka za kastraci poražených nepřátel nebo jako náboženská oběť. V mnoha tradicích se chová jako rituál označující vstup chlapce do dospělosti.
Obřízka se praktikovala už ve starověkém Egyptě, v období kolem roku 3 000 př. n. l.

## Obecné důvody
Mezi zdravotní důvody pro obřízku patří:
- Fimóza – předkožka je natolik zúžená, že ji nelze přetáhnout přes žalud a nepomohlo uvolnění například pomocí kortikoidních mastí.
- Parafimóza – předkožku sice lze přetáhnout přes žalud, ale je natolik úzká, že ho zaškrtí, což může mít vážné zdravotní následky.

## Kdo provádí obřízku
V ČR se obřízka provádí na urologii (za předpokladu, že je k dispozici operační sál) nebo na plastické chirurgii, při lokální a i při celkové anestezii.

## Průběh obřízky
- Celková anestezie
  - Výhody

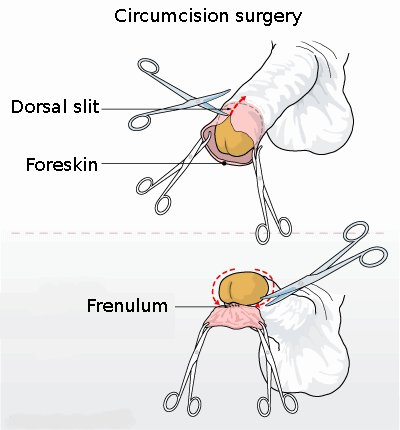
Chirurgické provedení obřízky

    - Pacient prospí celý zákrok, takže necítí vůbec žádnou bolest.

  - Nevýhody
    - Časově náročnější – trvá delší dobu, než se z toho pacient vzpamatuje.
    - Po probrání se z narkózy je zpravidla pociťována nevolnost.
    - Není možné v den zákroku řídit.
- Lokální anestezie – je provedena aplikace znecitlivující látky do penisu několika injekčními vpichy.
  - Výhody
    - Menší zátěž pro organismus než celková anestezie.
    - Je možné opustit nemocnici už 30–60 min. po zákroku
    - Je možné řídit po zákroku.

  - Nevýhody
    - Někomu může být nepříjemné být při vědomí během operačního zákroku.
    - Samotná aplikace anestetika může být trochu bolestivá (pozn. tuto malou nepříjemnost lze řešit znecitlivující mastí před provedením vpichů).

Samotný zákrok trvá běžně 15–20 minut. Je při něm kůže odstraněna buď skalpelem nebo speciálními nůžkami a pak sešita několika stehy. Při obřízce lze přihlédnout k přání pacienta a odstranit více vnitřní nebo vnější předkožky. Úplná obřízka se oproti částečné vyznačuje rychlejším hojením a výrazně menším počtem pooperačních komplikací.

### V rozvojových zemích
Naprostá většina obřízek se v rozvojových zemích i jinde ve světě provádí bez anestézie, často i bez dezinfekce a jen pomocí primitivních nástrojů. Pouze v západních zemích a ve velkých městech se obřízka provádí v klinických podmínkách. Například v roce 2007 v Turecku probíhalo 85 % obřízek tradičně (v domácích podmínkách), 10 % prováděl zdravotnicky vyškolený personál a jen 5 % lékař.
Minimum (méně než 15 %) provedených obřízek se provádí v nemocnici.[zdroj⁠?!] V takovém případě pacient před zákrokem absolvuje klasické předoperační vyšetření. Zákrok probíhá při anestezii, takže je takřka bezbolestný.

## Nevýhody a výhody

### Odpůrci
Úplná obřízka může snížit citlivost žaludu, což bývá u mladších mužů vnímáno pozitivně jak muži samotnými, tak i jejich partnerkami. Později se ale může tato situace zvrátit, protože může být dosažení orgasmu v přiměřené době obtížné – což obtěžuje partnerku a frustruje muže. Zákrok by měl provádět chirurg s dostatečnou erudicí a na přiměřeném pracovišti. Kromě výše popsaných nedostatků, může vést nekorektně vedený zákrok k vážným komplikacím, počínaje velkou ztrátou krve, přes zánětlivé procesy, které mohou vest k deformacím penisu, konče gangrenosními stavy, které vedou v lepším případě k amputaci penisu, v horším ohrožují život. Při provádění obřízky může dojít k poškození žaludu penisu s následným znetvořením, nebo srůsty, toto riziko je největší u novorozenců. U novorozenců je také provedení anestezie problematické, až donedávna byl z tohoto důvodu zákrok o kojenců prováděn bez anestezie. Vlastní zákrok provedený pod anestetiky není bolestivý, ale bolest se objevuje následně a přetrvává po dobu několika dní, obvykle do opadnutí otoku. Někdy přetrvává při erekci i déle než 14 dní.

### Zastánci
- nižší riziko přenosu HIV (převážně při análním sexu dvou mužů)
- nižší riziko vzniku karcinomu děložního hrdla u žen. Toto onemocnění ve Spojených státech a Izraeli prakticky neexistuje.
- výrazně nižší riziko přenosu HPV viru přes smegma (smegma se u obřezaných netvoří)
- fyzické důvody – fimóza; při refrakterní balanopostitidě a častém zánětu chronických nebo rekurentních infekcí močových cest
- prodloužení sexuální výdrže (někdy bývá považováno za sporné)
- pokud je zákrok proveden před pubertou, zvětší se žalud
- estetické důvody
- náboženské důvody

## Fakta a čísla

Rozšíření obřízky na světě
prevalence > 80 %
prevalence 20–80 %
prevalence < 20 %
informace není dostupná

- Celosvětově je obřezáno okolo 35 %[1] mužské populace. Z toho jsou více než dvě třetiny (cca 68 %) muslimové. Židovské obyvatelstvo netvoří v celosvětovém průzkumu ani 1 %. I Ježíš byl obřezán (den Obřezání Páně).
- Téměř vůbec se neprovádí ve Středomoří, Jižní Americe, Skandinávii a nemuslimské části Asie. Samotné země EU mají spíše mizivá čísla (5 % apod.) obřezané populace (vyjma Spojeného království – 14 %). V anglofonních zemích obřízka ztrácí na popularitě, nejvíce v Austrálii, Spojeném království, dále Kanadě a USA.[zdroj⁠?!] Obřízka se do těchto zemí rozšířila především za dob viktoriánské Anglie, kdy se vědecky dokázalo, že účinně brání masturbaci, která byla považována za nevhodnou. Naopak velmi oblíbená je obřízka v Jižní Koreji a na popularitě získává v Japonsku.
- Je-li je obřízka prováděna z důvodu léčení fimózy, není nutné vždy odstranit celou předkožku, někdy stačí odstranit pouze její zúženou část. Dnes se často používá léčení pomocí steroidních mastí, které problém fimózy úspěšně řeší ve 40 % případů.[zdroj⁠?!] U ostatních je chirurgický zákrok nezbytný. Považuje se za vhodné vyřešit problém před pubertou. Nicméně na uvolnění předkožky má také vliv nárůst hormonální hladiny testosteronu v pubertě, podobně jako na růst celého penisu. Úzká předkožka může negativně ovlivnit začátek sexuálního života. Je však třeba odlišit v tomto směru úzkou předkožku od krátké uzdičky (to se řeší frenuloplastikou, nikoli obřízkou) – viz uzdička (frenulum).

### Rozšíření obřízky
Evropa
- Albánie – 47,7 %
- Andorra – 1,1 %
- Ázerbájdžán – 98,5 %
- Bulharsko – 13,4 %
- Belgie – 22,6 %
- Černá Hora – 18,5 %
- Česko – 0,14 %[10][chybí lepší zdroj]
- Dánsko – 5,3 %
- Estonsko – 0,25 %
- Finsko – 0,8 %
- Francie – 14 %
- Gruzie – 10,6 %
- Chorvatsko – 1,3 %
- Itálie – 2,6 %
- Kazachstán – 56,4 %
- Kypr – 22,7 %
- Lichtenštejnsko – 4,8 %
- Litva – 0,2 %
- Lucembursko – 2,4 %
- Maďarsko – 0,8 %
- Německo – 6,7 %[11]
- Nizozemsko – 5,7 %
- Norsko – 3,0 %
- Polsko – 0,11 %[10][chybí lepší zdroj]
- Portugalsko – 0,6 %
- Rakousko – 5,8 %
- Rusko – 11,8 %
- Řecko – 4,7 %
- Severní Makedonie – 33,9 %
- Slovensko	– 0,15 %[10][chybí lepší zdroj]
- Slovinsko	– 8,5 %
- Srbsko – 3,7 %
- Španělsko – 6,6 %
- Švédsko – 5,1 %
- Švýcarsko	– 5,9 %
- Turecko – 98,6 %
- Ukrajina – 2,3 %
- Velká Británie – 20,7 %

Svět
- Afghánistán – 99,8 %
- Alžírsko – 97,9 %
- Angola – 57,5 %
- Bahrajn – 81,2 %
- Bangladéš – 93,2 %
- Brunej – 51,9 %
- Čad – 73,5 %
- Čína – 14 %
- Egypt – 94,7 %
- Eritrea – 97,2 %
- Etiopie – 92,2 %
- Fidži – 55 %
- Filipíny – 91,7 %
- Ghana – 91,6 %
- Indie – 13,5 %
- Indonésie – 92,5 %
- Irák – 98,9 %
- Izrael – 91,7 %
- Írán – 99,7 %
- Japonsko – 9 %
- Jihoafrická republika – 44,7 %
- Jižní Korea – 77 %
- Jordánsko – 98,8 %
- Katar – 77,5 %
- Keňa – 91,2 %
- Kongo – 70 %
- Kuba – 0,1 %
- Kuvajt – 86,4 %
- Kyrgyzstán – 91,9 %
- Libanon – 59,7 %
- Libye – 96,6 %
- Madagaskar – 94,7 %
- Malajsie – 61,4 %
- Maledivy – 98,4 %
- Maroko – 99,9 %
- Mauritánie – 99,2 %
- Nigérie – 98,9 %
- Omán – 87,7 %
- Pákistán – 96,4 %
- Pobřeží slonoviny – 96,7 %
- Saúdská Arábie – 97,1 %
- Senegal – 93,5 %
- Somálsko – 93,5 %
- Spojené arabské emiráty – 76 %
- Sýrie – 92,8 %
- Tunisko – 99,8 %
- Turkmenistán – 93,4 %
- USA – 71,2 %
- Uzbekistán – 96,5 %